# Mimulus
Mimulus este un gen de plante din familia  Scrophulariaceae.

## Specii
Cuprinde  circa 152 specii.